# Крузейдерс
«Крузейдерс» (англ. Crusaders F.C.) — північноірландський футбольний клуб із Белфаста, заснований 1898 року. Виступає у найвищому дивізіоні Північної Ірландії. Матчі «Крузейдерс» проти «Кліфтонілля» називають «північнобелфастським дербі».

## Досягнення
Чемпіонат Північної Ірландії
- Чемпіон (7): 1972–73, 1975–76, 1994–95, 1996–97, 2014–15, 2015–16, 2017–18

Кубок Північної Ірландії
- Володар кубка (6): 1966–67, 1967–68, 2008–09, 2018–19, 2021–22, 2022–23

Кубок північноірландської ліги:
- Володар кубка (2): 1996–97, 2011–12

Суперкубок Північної Ірландії
- Володар кубка (2): 2022, 2023

County Antrim Shield
- Володар кубка (6): 1959–60, 1964–65, 1968–69, 1973–74, 1991–92, 2009–10

Золотий кубок
- Володар кубка (2): 1985–86, 1995–96

Кубок Ольстера
- Володар кубка (3): 1953–54, 1963–64, 1993–94

## Виступи в єврокубках
| Сезон   | Змагання                     | Раунд | Суперник        | Вдома | На виїзді | В сукупності |
| ------- | ---------------------------- | ----- | --------------- | ----- | --------- | ------------ |
| 1967–68 | Кубок володарів кубків       | 1Р    | Валенсія        | 2–4   | 0–4       | 2–8          |
| 1968–69 | Кубок володарів кубків       | 1Р    | Норрчепінг      | 2–2   | 1–4       | 3–6          |
| 1973–74 | Кубок Європейських чемпіонів | 1Р    | Динамо Бухарест | 0–1   | 0–11      | 0–12         |
| 1976–77 | Кубок Європейських чемпіонів | 1Р    | Ліверпуль       | 0–5   | 0–2       | 0–7          |
| 1980–81 | Кубок володарів кубків       | 1Р    | Ньюпорт Каунті  | 0–0   | 0–4       | 0–4          |
| 1993–94 | Кубок УЄФА                   | 1Р    | Серветт         | 0–0   | 0–4       | 0–4          |
| 1995–96 | Кубок УЄФА                   | ПР    | Сількеборг      | 1–2   | 0–4       | 1–6          |
| 1996–97 | Кубок УЄФА                   | ПР    | Жальгіріс       | 2–1   | 0–2       | 2–3          |
| 1997–98 | Ліга чемпіонів               | 1КР   | Динамо Тбілісі  | 1–3   | 1–5       | 2–8          |
| 2009–10 | Ліга Європи                  | 2КР   | Работнічкі      | 1–1   | 2–4       | 3–5          |
| 2011–12 | Ліга Європи                  | 2КР   | Фулгем          | 1–3   | 0–4       | 1–7          |
| 2012–13 | Ліга Європи                  | 1КР   | Русенборг       | 0–3   | 0–1       | 0–4          |
| 2012–13 | Ліга Європи                  | 1КР   | Русенборг       | 1–2   | 2–7       | 3–9          |
| 2014–15 | Ліга Європи                  | 1КР   | Екранас         | 3–1   | 2–1       | 5–2          |
| 2014–15 | Ліга Європи                  | 2КР   | Броммапойкарна  | 1–1   | 0–4       | 1–5          |
| 2015–16 | Ліга чемпіонів               | 1КР   | ФКІ Левадія     | 0–0   | 1–1       | 1–1 (г)      |
| 2015–16 | Ліга чемпіонів               | 2КР   | Скендербеу      | 3–2   | 1–4       | 4–6          |
| 2016–17 | Ліга чемпіонів               | 2КР   | Копенгаген      | 0–3   | 0–6       | 0–9          |
| 2017–18 | Ліга Європи                  | 1КР   | Лієпая          | 3–1   | 0–2       | 3–3 (г)      |
| 2018–19 | Ліга чемпіонів               | 1КР   | Лудогорець      | 0−2   | 0–7       | 0–9          |
| 2018–19 | Ліга Європи                  | 2КР   | Олімпія Любляна | 1−5   | 1–1       | 2–6          |
| 2019–20 | Ліга Європи                  | 1КР   | Б36 Торсгавн    | 2–0   | 3–2       | 5–2          |
| 2019–20 | Ліга Європи                  | 2КР   | Вулвергемптон   | 1−4   | 0−2       | 1–6          |